# Compagnie meusienne de chemins de fer
La  Compagnie meusienne de chemins de fer (CM), est une société anonyme créée par Charles Varinot en 1888. 
Ce dernier a obtenu la concession des lignes suivantes :
- Bar-le-Duc à Vaubécourt
- Rembercourt-aux-Pots à Clermont-en-Argonne
- Beauzée-sur-Aire - Verdun.
- Rembercourt-aux-Pots (Vaux-Marie) et Pierrefitte-sur-Aire

Charles Varinot  rachète ensuite la Compagnie des chemins de fer d'intérêt local de la Meuse. 
À son apogée le réseau mesure 203 km. 
En 1922 le réseau est acheté par le département de la Meuse et confié en affermage à la Société générale des chemins de fer économiques (SE).